# إيلين غالاغير
إلين غالاغير (بالإنجليزية: Ellen Gallagher)‏ (ولدت في 16 ديسمبر 1965) هي فنانة أمريكية. عُرضت أعمالها في العديد من المعارض الفردية والجماعية التي أقيمت في مجموعات دائمة للعديد من المتاحف الكبرى. تشمل وسائلها الرسم، والأعمال على الورق، والأفلام، والفيديو. تشير بعض لوحاتها إلى قضايا العرق، وتجمع بين الشكليات والقوالب النمطية العنصرية، وتصور «مبادئ الترتيب» التي يفرضها المجتمع.

## الحياة المهنية
أصبحت غالاغير معروفة باعتبارها فنانة في عام 1995. قبل عرضها غاغوسيان، كان لدى غالاغير عروض فردية في ماري بون في سوهو، نيويورك وأنتوني دوفاي في لندن، وكان ماري بون أول عرض فردي لها في نيويورك. قبل حياتها الفنية، عملت غالاغير كصيادة تجارية في ألاسكا ومين. كأول عرض فردي لها في نيويورك، اختارت غالاغير موقع ماري بون بسبب حياده، إذ ذكرت: «لأن هناك صفات تجريدية من عملي تبرز أولًا». في عام 1993 واصلت غالاغير دراستها الفنية في مدرسة سكوهيغن للرسم والنحت في ولاية مين.

## الأعمال
غالاغير رسامة تجريدية، وفنانة وسائط متعددة خلقت عملًا بسيطًا مع سردٍ للمواضيع.  تأثرت غالاغير بلوحات أغنيس مارتن، والكتابات المتكررة لجيرترود ستاين. تتضمن بعض أعمال غالاغير تعديل الإعلانات بشكل متكرر والموجودة في المنشورات التي تركز على الأمريكيين من أصل أفريقي مثل مجلات إبوني، وسيبيا، وآور وورلد. أشهر لوحاتها هي مجموعة قطع مختلفة من المجلات تشبه الشبكة مجمعة معًا في لوحات أكبر. ومن الأمثلة على ذلك إكسلنتو عام 2004، وأفريلك عام 2004، وديلوكس عام 2005. تحتوي كل من هذه الأعمال على ما يصل إلى 60 طبعة أو أكثر تستخدم تقنيات الحفر الضوئي، والتخريش، والكولاج، والقطع، والخدش، والشاشة الحريرية، والطباعة الحجرية غير المباشرة (الأوفست)، والبناء اليدوي. تُلصق غالاغير أيضًا الرسومات الورقية على القماش فتنتج أسطحًا مزخرفة.
تأثرت غالاغير في بداياتها وأثناء حضورها مدرسة متحف الفنون الجميلة في بوسطن بمجموعة الغرفة المظلمة، وهي مجموعة من الشعراء الذين يعيشون ويعملون خارج إنمان سكوير في كامبريدج، ماساتشوستس، وأصبحوا فيما بعد منسقي الفن الجماعي. سمحت مجموعة الغرفة المظلمة لغالاغير باستكشاف موهبتها، وتطبيق ثقافتها كامرأة أميركية أفريقية في عملها. أقيم أحد معارضها الأولى في الغرفة المظلمة عام 1989. وتأثرت في مدرسة المتحف بسوزان دنكر، وآن هاميلتون، وكيكي سميث، وليلى علي.
غالبًا ما تظهر المواضيع المرتبطة بالعرق في عمل غالاغير، باستخدام الرسوم الصورية، والرموز، والشيفرات، والتكرارات أحيانًا. غالبًا ما توزعت إشارات «شفاه سامبو» و«عيون الحشرات» في عروض السود الغنائية، في جميع أعمال غالاغير. بالإضافة إلى ذلك، استخدمت غالاغير هذه الرموز في لوحاتها ذات مجموعة القطع المختلفة، والمستوحاة من استخدام أطفال المدارس للأوراق الصفراء المسطرة. تُستخدم أيضًا بعض الأحرف بشكل متكرر، مثل صورة الممرضة أو رمز «القدم الصناعية» التي تملأ أحيانًا أيكونغرافيا صفحتها. تشير بعض لوحاتها صراحة إلى قضية العرق بينما بعضها الآخر لديه تيار خفي متعلق بالعرق. استوحتها من حركة الزنوج الجديدة وكذلك التجريد الحداثي. تستخدم غالاغير أيضًا في أعمالها صورًا تاريخيةً موجودةً. وهي تجمع بين الشكليات (خطوط الشبكة والورقة المسطرة) والقوالب النمطية العنصرية لتصوير «مبادئ الترتيب» التي يفرضها المجتمع.